# Untouched
Untouched is een nummer van de Australische popgroep The Veronicas. Het is de tweede single afkomstig van hun tweede studioalbum Hook Me Up en internationaal de leadsingle van het album. De single is 8 december 2007 in Australië uitgebracht en de rest van de wereld volgde in 2008.

## Achtergrondinformatie
Het duo zegt dat het nummer gaat over langeafstandsrelaties en het moeten communiceren door middel van de huidige technologie, waardoor ze hun geliefde niet kunnen aanraken ("to touch"). Het bereikte de tweede plek in de Australische ARIA Singles Chart. Nadat besloten werd het nummer internationaal uit te brengen, werd het dan ook veel gepromoot en werd het nummer gebruikt bij promotionele optredens, waaronder So You Think You Can Dance en MTV's Total Request Live. Ook is het nummer te horen op FIFA 09. "Untouched" zorgde voor de doorbraak van The Veronicas in de Verenigde Staten met een 17e positie in de Billboard Hot 100. De videoclip kreeg in 2008 veel airplay op MTV Nederland maar tot een hitnotering kwam het niet. Begin 2009 besloot Warner tot een re-release na het Amerikaanse succes en ook voor een release in het Verenigd Koninkrijk.

## Videoclip
In de videoclip, dat zich afspeelt op een feest in een hotelbar, is de tweeling te zien terwijl ze optreden. Een van hen verleidt een man en ze besteden wat tijd samen op een bankstel, als zij het publiek weer in gaat. Hij trekt haar zus naar de bank en gaat verder waar hij gebleven was, onwetend van het feit dat hij met het verkeerde meisje is. De andere zus keert terug en beiden lopen weg.

## Releasedata
| Regio               | Datum                         | Label        | Soort uitgifte      | Catalogusnr. |
| ------------------- | ----------------------------- | ------------ | ------------------- | ------------ |
| Australië           | 8 december 2007               | Sire Records | cd-single, download | 9362498882   |
| Nederland           | 8 december 2007               | Warner Music | download            |              |
| Verenigde Staten    | 8 december 2007               | Sire Records | airplay             |              |
| Verenigde Staten    | 15 april 2008 (re-release)    | Sire Records | airplay             |              |
| Verenigde Staten    | Augustus 2008 (2e re-release) | Sire Records | airplay             |              |
| Frankrijk           | 30 maart 2009                 | Sire Records | cd-single, download | B001TEKHBI   |
| Verenigd Koninkrijk | 25 mei 2009                   | cd-single    |                     |              |

## Tracklist

### iTunes single
1. "Untouched" — 04:14

### Cd-single / iTunes ep
1. "Untouched" — 04:14
2. "Hollywood" — 03:46
3. "Hook Me Up" (Tommy Trash remix) — 02:53

### Lost Tracks
1. "Untouched" — 04:14
2. "Untouched" (acoustic) — 03:39
3. "Hollywood" — 03:46
4. "Insomnia" — 03:22
5. "Everything" — 03:28

### Remixes EP
1. "Untouched" (Eddie Amador remix edit) — 04:47
2. "Untouched" (Napack - Dangerous Muse remix edit) — 04:52
3. "Untouched" (Designers Drugs remix edit) — 04:49
4. "Untouched" (Von Doom radio) — 04:07

### Remix Promo-cd
1. "Untouched" (Eddie Amador Club remix) — 08:13
2. "Untouched" (Eddie Amador Dub) — 07:45
3. "Untouched" (Napack - Dangerous Muse remix) — 08:15
4. "Untouched" (Napack - Dangerous Muse Dub) — 06:30
5. "Untouched" (Von Doom Club mix) — 07:34
6. "Untouched" (Von Doom mixshow) — 05:58
7. "Untouched" (Designers Drugs remix) — 05:34

## Hitnotering
| "Untouched" in de Nederlandse Top 40 - binnen: 13-06-2009 | "Untouched" in de Nederlandse Top 40 - binnen: 13-06-2009 | "Untouched" in de Nederlandse Top 40 - binnen: 13-06-2009 | "Untouched" in de Nederlandse Top 40 - binnen: 13-06-2009 | "Untouched" in de Nederlandse Top 40 - binnen: 13-06-2009 | "Untouched" in de Nederlandse Top 40 - binnen: 13-06-2009 | "Untouched" in de Nederlandse Top 40 - binnen: 13-06-2009 | "Untouched" in de Nederlandse Top 40 - binnen: 13-06-2009 | "Untouched" in de Nederlandse Top 40 - binnen: 13-06-2009 | "Untouched" in de Nederlandse Top 40 - binnen: 13-06-2009 | "Untouched" in de Nederlandse Top 40 - binnen: 13-06-2009 | "Untouched" in de Nederlandse Top 40 - binnen: 13-06-2009 | "Untouched" in de Nederlandse Top 40 - binnen: 13-06-2009 | "Untouched" in de Nederlandse Top 40 - binnen: 13-06-2009 | "Untouched" in de Nederlandse Top 40 - binnen: 13-06-2009 | "Untouched" in de Nederlandse Top 40 - binnen: 13-06-2009 | "Untouched" in de Nederlandse Top 40 - binnen: 13-06-2009 | "Untouched" in de Nederlandse Top 40 - binnen: 13-06-2009 |
| Week                                                      | 1                                                         | 2                                                         | 3                                                         | 4                                                         | 5                                                         | 6                                                         | 7                                                         | 8                                                         | 9                                                         | 10                                                        | 11                                                        | 12                                                        | 13                                                        | 14                                                        | 15                                                        | 16                                                        |                                                           |
| --------------------------------------------------------- | --------------------------------------------------------- | --------------------------------------------------------- | --------------------------------------------------------- | --------------------------------------------------------- | --------------------------------------------------------- | --------------------------------------------------------- | --------------------------------------------------------- | --------------------------------------------------------- | --------------------------------------------------------- | --------------------------------------------------------- | --------------------------------------------------------- | --------------------------------------------------------- | --------------------------------------------------------- | --------------------------------------------------------- | --------------------------------------------------------- | --------------------------------------------------------- | --------------------------------------------------------- |
| Nummer                                                    | 39                                                        | 31                                                        | 17                                                        | 15                                                        | 14                                                        | 14                                                        | 12                                                        | 8                                                         | 5                                                         | 7                                                         | 11                                                        | 13                                                        | 18                                                        | 23                                                        | 34                                                        | 38                                                        | uit                                                       |

| "Untouched" in de Nederlandse Single Top 100 - binnen: 20-06-2009 | "Untouched" in de Nederlandse Single Top 100 - binnen: 20-06-2009 | "Untouched" in de Nederlandse Single Top 100 - binnen: 20-06-2009 | "Untouched" in de Nederlandse Single Top 100 - binnen: 20-06-2009 | "Untouched" in de Nederlandse Single Top 100 - binnen: 20-06-2009 | "Untouched" in de Nederlandse Single Top 100 - binnen: 20-06-2009 | "Untouched" in de Nederlandse Single Top 100 - binnen: 20-06-2009 | "Untouched" in de Nederlandse Single Top 100 - binnen: 20-06-2009 | "Untouched" in de Nederlandse Single Top 100 - binnen: 20-06-2009 | "Untouched" in de Nederlandse Single Top 100 - binnen: 20-06-2009 | "Untouched" in de Nederlandse Single Top 100 - binnen: 20-06-2009 | "Untouched" in de Nederlandse Single Top 100 - binnen: 20-06-2009 | "Untouched" in de Nederlandse Single Top 100 - binnen: 20-06-2009 | "Untouched" in de Nederlandse Single Top 100 - binnen: 20-06-2009 | "Untouched" in de Nederlandse Single Top 100 - binnen: 20-06-2009 | "Untouched" in de Nederlandse Single Top 100 - binnen: 20-06-2009 | "Untouched" in de Nederlandse Single Top 100 - binnen: 20-06-2009 | "Untouched" in de Nederlandse Single Top 100 - binnen: 20-06-2009 | "Untouched" in de Nederlandse Single Top 100 - binnen: 20-06-2009 | "Untouched" in de Nederlandse Single Top 100 - binnen: 20-06-2009 |
| Week                                                              | 1                                                                 | 2                                                                 | 3                                                                 | 4                                                                 | 5                                                                 | 6                                                                 | 7                                                                 | 8                                                                 | 9                                                                 | 10                                                                |                                                                   | 11                                                                | 12                                                                | 13                                                                | 14                                                                | 15                                                                | 16                                                                | 17                                                                |                                                                   |
| ----------------------------------------------------------------- | ----------------------------------------------------------------- | ----------------------------------------------------------------- | ----------------------------------------------------------------- | ----------------------------------------------------------------- | ----------------------------------------------------------------- | ----------------------------------------------------------------- | ----------------------------------------------------------------- | ----------------------------------------------------------------- | ----------------------------------------------------------------- | ----------------------------------------------------------------- | ----------------------------------------------------------------- | ----------------------------------------------------------------- | ----------------------------------------------------------------- | ----------------------------------------------------------------- | ----------------------------------------------------------------- | ----------------------------------------------------------------- | ----------------------------------------------------------------- | ----------------------------------------------------------------- | ----------------------------------------------------------------- |
| Nummer                                                            | 60                                                                | 52                                                                | 57                                                                | 63                                                                | 52                                                                | 43                                                                | 47                                                                | 43                                                                | 49                                                                | 90                                                                | uit                                                               | 53                                                                | 36                                                                | 41                                                                | 46                                                                | 59                                                                | 61                                                                | 79                                                                | uit                                                               |